# Stadio antico (Plovdiv)
L'antico stadio di Filippopoli si trova nell'attuale piazza Džumaja (Джумая). Originariamente lo stadio fu usato per lo svolgimento dei giochi atletici. Qui ebbero luogo i giochi di Kendrijski e Alessandria, in onore del dio Apollo e Alessandro magno. Solo alla fine del IV secolo, lo stadio cominciò ad essere utilizzato come pista da gara per le corse dei carri, perché l'imperatore Teodosio proibì i giochi atletici. L'antico circo romano poteva ospitare circa 30.000 spettatori e fu uno degli edifici più imponenti e indicativi della fiorente città di Filippopoli. misurava 1000 passi romani di lunghezza e 250 di larghezza (rispettivamente 250 m per 74 m), con una pista da gara che misurava 600 passi romani in lunghezza.
Attualmente solo una piccola parte della struttura è stata riportata alla luce, il resto di essa rimane seppellita sotto il livello della via pedonale principale della città sui lati della quale oggi sorgono gli edifici storici che ospitano i negozi e i bar più rinomati.
Lo stile architettonico dello stadio è quello tipico delle città dell'Anatolia (come Mileto, Aspendos ed Efeso).
L'unica parte visibile oggi è la sezione terminale dello stadio (la volta) con i posti per i visitatori disposti su 14 ordini di gradoni in marmo, decorati con supporti in rilievo, scolpiti a forma di piede di leone. Al centro della volta, incorniciato dai gradoni in marmo, si trova uno degli ingressi ad arco semicircolare, il quale conduceva gli spettatori all'interno della struttura. Nell'area archeologica sottostante la piazza sono visibili anche le fondamenta delle colonne portanti dell'acquedotto che in antichità sorgeva nei pressi dello stadio e una strada principale della città antica, pavimentata con grandi lastre di sienite, che portava all'edificio.